# Disepalum anomalum
Disepalum anomalum là loài thực vật có hoa thuộc họ Na. Loài này được Hook.f. mô tả khoa học đầu tiên năm 1862.